# Pârâul Cald, Valea din Mijloc
Pârâul Cald este un curs de apă, unul din brațele care formează Râul Valea din Mijloc. 

## Hărți
- Harta județului Mureș
- Harta munții Căliman  Arhivat în 11 octombrie 2008, la Wayback Machine.